# SolarCity
SolarCity Corporation est une société spécialisée dans l'énergie solaire photovoltaïque et cotée en bourse dont le siège social se situe à Fremont, en Californie. Elle vend et installe des systèmes de production d'énergie solaire ainsi que d'autres produits et services connexes à des clients résidentiels, commerciaux et industriels. La société a été fondée le 4 juillet 2006 par Peter et Lyndon Rive, les cousins du président-directeur général (PDG) de Tesla, Elon Musk. Tesla a acquis SolarCity le 21 novembre 2016, pour un coût d'environ 2,6 milliards de dollars, et a réorganisé son activité solaire sous le nom de Tesla Energy.
SolarCity s'est fortement concentrée sur la vente en porte-à-porte de systèmes loués, où les clients ne payaient aucun coût initial, mais acceptaient d'acheter à l'entreprise l'électricité produite par ces panneaux pendant 20 ans. Ce modèle commercial est devenu le plus populaire aux États-Unis et a fait de l'entreprise le plus grand installateur solaire résidentiel, mais a donné à SolarCity plus de 1,5 milliard de dollars de dettes au moment de l'acquisition en novembre 2016 et a été critiqué par les défenseurs des consommateurs et les régulateurs gouvernementaux.
Avant son acquisition par Tesla, les deux entreprises entretenaient une relation étroite. SolarCity offrait une recharge gratuite aux propriétaires de Tesla Roadster dans ses stations de recharge. SolarCity est devenu l'un des premiers installateurs de la batterie de stockage d'énergie domestique Tesla Powerwall. Elon Musk, le PDG de Tesla, a notamment été le président du conseil d'administration (PCA) de SolarCity.

## Histoire

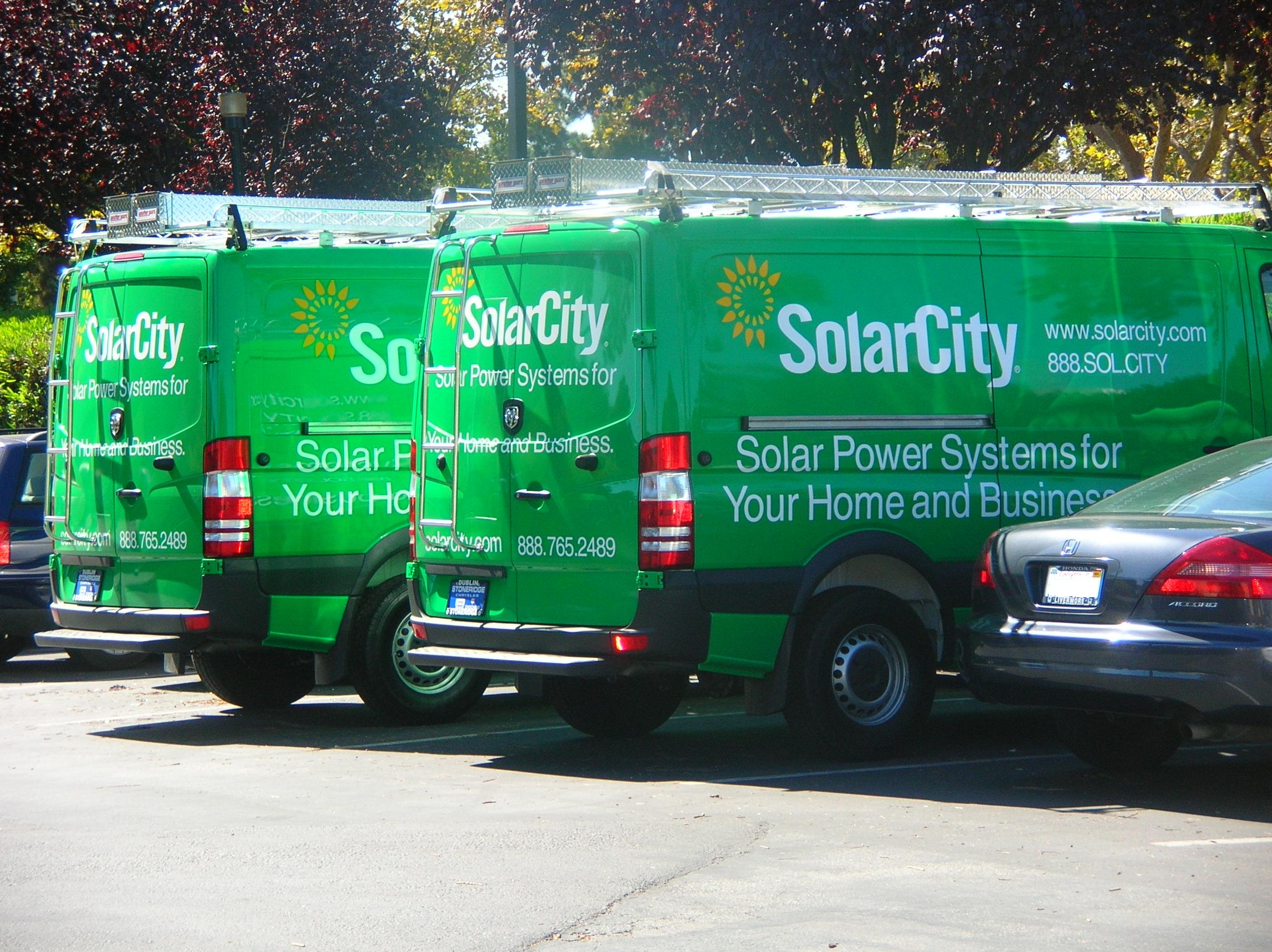
Des véhicules d'installation portant le logo original de SolarCity à Foster City, en Californie (2009).

SolarCity a été fondée le 4 juillet 2006 par les frères Peter et Lyndon Rive, sur la base d'une suggestion de concept d'entreprise solaire faite par leur cousin, Elon Musk, qui en était le président du conseil d'administration (PCA). Il a également contribué à la création de l'entreprise. En 2009, les panneaux solaires qu'elle avait installés étaient capables de générer 440 mégawatts (MW) d'électricité,.

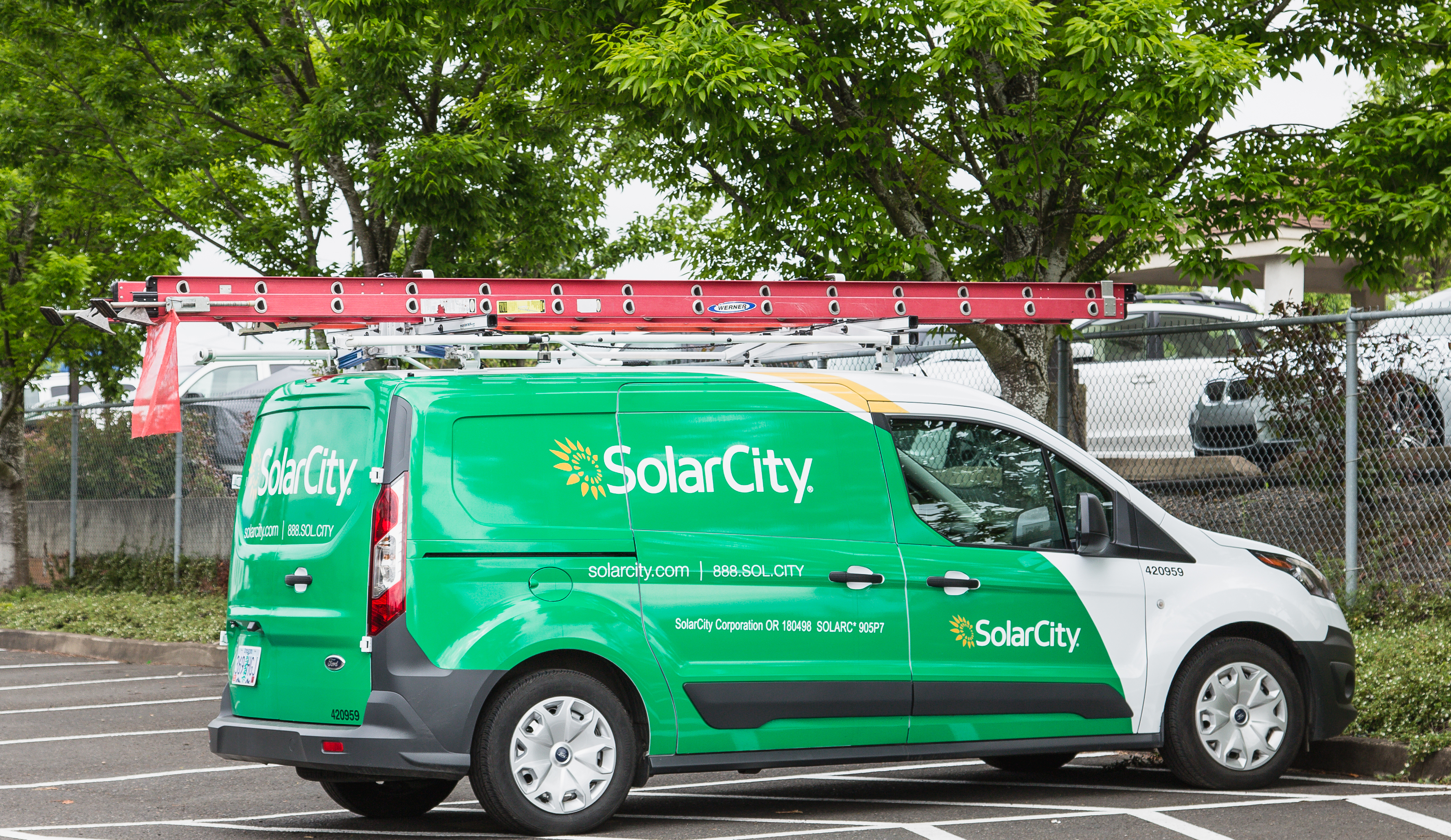
Un véhicule d'installation solaire de l'entreprise SolarCity à Portland, dans l'Oregon (2015).

En 2011, l'entreprise a lancé son expansion sur la côte est des États-Unis avec l'acquisition de la division solaire de Clean Currents et de groSolar. À la suite de ces acquisitions, SolarCity a étendu ses activités sur la côte est et a ouvert des bureaux dans les États du Connecticut, de Pennsylvanie, de Caroline du Sud, de Floride, du Vermont et du New Hampshire,,.
En 2013, SolarCity était le premier installateur solaire résidentiel aux États-Unis et le magazine Solar Power World l'a classé au deuxième rang des entreprises d'installation solaire globale aux États-Unis,. En 2013, SolarCity a acheté Paramount Solar à Paramount Equity pour 120 millions de dollars. En 2015, ses panneaux installés étaient capables de générer 870 MW d'énergie solaire et représentaient environ 28 % des installations solaires non utilitaires aux États-Unis cette année-là.
En octobre 2014, SolarCity a annoncé qu'elle offrirait jusqu'à 200 millions de dollars d'obligations solaires, et qu'elle lancerait un nouveau site web en ligne pour permettre l'achat de ces obligations ; il s'agissait de la première offre publique à enregistrer de telles obligations aux États-Unis. En mars 2016, SpaceX a acheté pour 90 millions de dollars d'actions SolarCity.
Fin 2015, SolarCity s'est retiré de la vente et de l'installation d'équipements solaires au Nevada, à la suite de la décision de la Public Utilities Commission (PUC) de l'État d'augmenter les frais de service mensuels pour les clients produisant de l'énergie solaire sur les toits et de réduire progressivement le rendement de l'énergie solaire revendue au réseau en vertu de la règle de comptage net de l'État. En vertu de ces nouvelles règles, les frais de service mensuels imposés aux clients de Nevada Power produisant de l'énergie solaire sur leur toit sont passés de 12,75 à 17,90 dollars, et devaient atteindre 38,51 dollars au 1er janvier 2020 ; simultanément, les tarifs accordés aux clients produisant de l'énergie solaire sur leur toit pour leur surplus d'énergie solaire ont également été récupérés et devaient continuer à baisser au cours des quatre années suivantes. En conséquence, SolarCity a supprimé plus de 550 emplois dans le Nevada.

### Réduction des effectifs
Au cours de l'année 2015, le nombre d'employés avait augmenté de 69 % ; à la fin de 2015, SolarCity comptait 15 273 employés. Pour préserver ses liquidités, SolarCity a supprimé 20 % de ses effectifs totaux en 2016 ; à la fin de 2016, elle comptait 12 243 employés,. C'était la première fois dans l'histoire de l'entreprise qu'elle réduisait ses effectifs.
Les suppressions d'emplois ont touché les travailleurs de l'ensemble de l'entreprise : 22 % des emplois ont été supprimés dans les opérations, les installations et la fabrication et 27 % dans les ventes et le marketing. En août 2016, l'entreprise a annoncé qu'elle prévoyait de prendre jusqu'à 5 millions de dollars de charges pour couvrir ses licenciements prévus. La société a également réduit les salaires de ses deux cofondateurs de 275 000 dollars à 1 dollar par an.

### Rachat par Tesla
Le 1er août 2016, Tesla a annoncé dans une déclaration commune avec SolarCity qu'elle allait acquérir la société dans le cadre d'une transaction entièrement en actions de 2,6 milliards de dollars. La mission de Tesla depuis sa création est « d'accélérer la transition du monde vers une énergie durable ». Dans le cadre du « plan directeur secret de Tesla Motors » d'Elon Musk, Tesla a cherché à accélérer la transition du monde d'une économie d'hydrocarbures à base de mines et de brûlis vers une économie électrique solaire. L'annonce citait comme avantages de l'acquisition des synergies opérationnelles et de coûts, ainsi que des produits intégrés. La proposition d'acquisition a été approuvée par les régulateurs antitrust,.
Plus de 85 % des actionnaires non affiliés (les actionnaires affiliés sont ceux qui occupent des postes de direction dans l'une ou l'autre des entreprises) de Tesla et de SolarCity ont voté pour approuver l'acquisition le 17 novembre 2016, ce qui a permis de conclure l'acquisition le 21 novembre 2016,.
Certains investisseurs ont critiqué l'opération, la qualifiant d'« effort malavisé pour sauver deux entreprises qui dépendent des investisseurs et du gouvernement pour leur trésorerie d'exploitation ». Un procès est en cours contre Elon Musk et le conseil d'administration de Tesla, alléguant qu'« ils ont surpayé SolarCity, ignoré leurs propres conflits d'intérêts et omis de divulguer des "faits troublants" essentiels à une analyse rationnelle de l'opération proposée »,.
En avril 2017, le directeur des politiques de SolarCity, John Wellinghoff, a quitté SolarCity. En juin 2017, Lyndon Rive a quitté SolarCity, et Peter Rive est parti peu après,. La Gigafactory 2 (Giga New York) a ouvert ses portes à Buffalo à la fin du mois d'août 2017. En 2019, la part de marché de Tesla dans le secteur des panneaux solaires était en baisse, ce qui a incité l'entreprise à réduire sa force de vente. Le chiffre d'affaires (CA) des activités de production et de stockage d'énergie de Tesla de janvier à septembre 2019 a chuté de 7 % par rapport à l'année précédente pour atteindre 1,1 milliard de dollars.

## Produits et services

### Crédit-bail solaire
En 2008, SolarCity a fait son entrée sur le marché du crédit-bail solaire en proposant une nouvelle option aux propriétaires : la location de panneaux solaires en toiture à des clients qui ne paieraient pas de frais initiaux. En échange, les clients payaient pendant 20 ans l'électricité produite par ces panneaux. Le crédit-bail solaire de SolarCity a permis à certains propriétaires de payer moins chaque mois que ce qu'ils payaient auparavant pour l'électricité fournie par la compagnie d'électricité.
Le modèle économique du « solaire sans mise de fonds » est devenu le plus populaire aux États-Unis et a permis d'augmenter les installations, mais il a aussi considérablement alourdi la dette de SolarCity, représentant environ la moitié de la dette de plus de 3 milliards de dollars de l'entreprise en 2016,. Le modèle commercial a également été critiqué par les défenseurs des consommateurs et les régulateurs gouvernementaux,.

### Panneaux solaires commerciaux
En mai 2008, SolarCity a réalisé ce qui était, à l'époque, la plus grande installation solaire commerciale de San José, sur le campus nord d'eBay ; en juillet 2008, SolarCity a réalisé ce qui était, à l'époque, la plus grande installation solaire commerciale de San Francisco, pour British Motor Car Distributors, composée de 1 606 panneaux solaires photovoltaïques,. SolarCity a introduit des options de financement supplémentaires pour les entreprises en 2009 et a construit de multiples projets solaires pour d'autres grandes organisations, notamment Walmart, Intel et l'armée américaine,,. En 2013, la société a créé GivePower, une branche à but non lucratif de son activité solaire, qui est une entreprise indépendante.

### Technologie d'installation
SolarCity a utilisé un matériel de montage exclusif qui s'emboîte sur les toits, éliminant ainsi le besoin de rails, et a utilisé des jupes pour cacher le matériel et les bords des panneaux,,. SolarCity a acquis la technologie de montage lorsqu'elle a acheté Zep Solar en 2013. Le système « sans rails » a permis aux installateurs d'installer des panneaux solaires sur le toit plus rapidement que d'autres approches d'installation. Traditionnellement, l'installation de panneaux solaires nécessitait que les ouvriers équipent d'abord les toits de rails de montage, puis fixent les panneaux solaires à ces rails. Tesla Energy continue d'utiliser cette technologie pour ses installations de panneaux solaires.

### Évaluations et rénovations de l'efficacité énergétique
En 2010, SolarCity a fait l'acquisition de Building Solutions, une société d'audit énergétique domestique, et a commencé à proposer des évaluations et des améliorations de l'efficacité énergétique. En mars 2012, SolarCity a collaboré avec Admiral's Bank of Boston pour mettre à disposition un nouveau prêt destiné à financer des améliorations de l'efficacité énergétique et a étendu ses services d'efficacité énergétique à la côte est des États-Unis,.

### Chargeurs de véhicules électriques
En 2009, SolarCity s'est lancé dans le secteur de la recharge des voitures électriques en rachetant l'activité SolSource Energy de Clean Fuel Connections. En 2011, SolarCity a annoncé un partenariat avec Rabobank pour mettre gratuitement la recharge des voitures électriques à la disposition des propriétaires de Tesla Roadster voyageant sur la route 101 en Californie entre San Francisco et Los Angeles. En 2012, Tesla a commencé à déployer de manière indépendante ses propres stations Supercharger.

### Projet SolarStrong
SolarStrong était le plan quinquennal de SolarCity visant à construire plus d'un milliard de dollars de projets solaires photovoltaïques pour les communautés de logements militaires privatisés à travers les États-Unis. Cela a été annoncé fin 2011.
SolarStrong est réalisé par SolarCity en coopération avec Lend Lease Corporation et concerne 124 bases militaires dans 33 États,. Le financement est convenu avec BofA Securities, USRG Renewable Finance et U.S. Bancorp. Il bénéficiait d'une garantie de prêt fédérale partielle de 344 millions de dollars dans le cadre du programme de partenariat avec les institutions financières du Département de l'Énergie des États-Unis ; toutefois, la garantie a été retirée après le début de la mise en œuvre du projet.
Le projet a débuté en 2011 avec le développement de la base conjointe Pearl Harbor–Hickam à Hawaï, suivi de la base aérienne Davis-Monthan en Arizona. En 2012, le projet s'est poursuivi avec la base aérienne de Los Angeles en Californie, ainsi que la base aérienne de Peterson et la base aérienne de Schriever dans le Colorado.

### Stockage d'énergie
En 2016, SolarCity a mené un projet pilote pour tester une ressource de sauvegarde du réseau en installant le logiciel GridLogic et des batteries Tesla Powerwall de 10 kilowattheures dans 500 foyers californiens,. Ce concept a également été testé dans le Vermont.

## Giga New York
En 2014, SolarCity a annoncé son intention de construire une nouvelle usine de fabrication (désormais connue sous le nom de Gigafactory 2) à Buffalo, dans l'État de New York, en coordination avec l'Institut polytechnique SUNY, après avoir acquis Silevo, un fabricant de modules solaires à haut rendement. Le complexe de fabrication initial serait une installation de 110 000 m2 qui coûterait 900 millions de dollars et emploierait 1 500 travailleurs à Buffalo et 5 000 dans tout l'État. Avec une capacité prévue d'un gigawatt de panneaux solaires par an d'ici 2019, la nouvelle usine serait la plus grande usine solaire des États-Unis. Le coup d'envoi du projet a été donné en septembre 2014 et la date d'achèvement prévue doit se faire au début de l'année 2016.
L'installation serait la plus grande de ce type dans l'hémisphère ouest. Panasonic devait assurer la production de l'usine de Buffalo, en investissant 256 millions de dollars. Panasonic et SolarCity/Silevo développent une technologie HIT similaire mais quelque peu différente, et Panasonic espère utiliser les plaquettes de 150 mm de SolarCity en combinant les technologies des deux sociétés avec un rendement de 22 %. SolarCity s'attend à ce que la demande dépasse la production de 10 000 panneaux solaires par jour à Buffalo, et achète du matériel solaire à d'autres fabricants jusqu'à ce que d'autres usines puissent être construites. SolarCity a dû dépenser 5 milliards de dollars au cours de la prochaine décennie pour l'installation et créer plus de 1 460 emplois directs dans le secteur manufacturier.
En février 2016, le président-directeur général (PDG) Lyndon Rive a annoncé qu'en raison des retards enregistrés dans la fourniture de machines pour l'usine, la production commencerait à l'été 2017. L'État de New York est propriétaire du bâtiment et de la plupart des équipements, qu'il loue à SolarCity. La plupart des travaux étaient terminés en novembre 2016, lorsque le projet Buffalo Billion a fait l'objet d'une enquête, retardant les paiements de l'État aux entrepreneurs, mais n'influençant pas l'avancement de l'achèvement de la construction. SolarCity a commencé à embaucher pour l'installation en décembre 2016.
Elon Musk a annoncé en 2017 que la production des produits de toiture solaire de Tesla serait déplacée vers l'installation de Buffalo à la fin de 2017. Il a été signalé qu'en août 2017, la production de tuiles solaires avait commencé dans l'installation, et Tesla prévoyait de continuer à augmenter la production jusqu'à la fin de l'année. À la fin de 2018, l'installation employait environ 800 travailleurs. L'État de New York a exigé que l'entreprise emploie au moins 1 460 travailleurs sur le site d'ici avril 2020, sous peine de se voir infliger une pénalité de 41,2 millions de dollars, et en février 2020, l'entreprise a déclaré avoir 1 500 travailleurs sur le site. Panasonic a annoncé qu'elle cesserait ses activités sur le site en mai 2020.

## Projet Checks and Balances
SolarCity finance indirectement un groupe de défense politique connu sous le nom de Checks and Balances Project. Ce projet a critiqué les membres élus de l'Arizona Corporation Commission, l'organisme de réglementation qui supervise l'électricité et les services publics en Arizona, pour être trop bien connectés aux sociétés de services publics. Le projet Checks and Balances a déposé plusieurs demandes de dossiers publics auprès de l'Arizona Corporation Commission. En juillet 2016, le Federal Bureau of Investigation (FBI) a interrogé le responsable de Checks and Balances dans le cadre d'une enquête criminelle plus large sur le financement de certaines courses d'État en Arizona en 2014.

## Financement des projets et fonds Google
SolarCity s'associe à des banques, à de grandes entreprises et au marché des actifs adossés pour créer des fonds de financement de projets destinés à financer ses options de vente directe d'électricité (PAA). Parmi les partenariats de financement les plus connus de SolarCity figure un fonds de 280 millions de dollars créé avec Google pour financer des installations solaires résidentielles en juin 2011. Le fonds Google était le plus grand fonds de ce type aux États-Unis, et le plus grand investissement de Google dans les énergies propres.

## Organisation du commerce et collaboration
L'entreprise est l'un des membres fondateurs de l'Alliance for Solar Choice (TASC) qui est une organisation professionnelle spécialisée dans les centrales solaires photovoltaïques en toiture.

### Collaboration financée par le gouvernement
L'initiative SunShot est un effort national visant à soutenir l'adoption de l'énergie solaire afin de rendre l'énergie solaire abordable pour tous les Américains. Elle est gérée par le Bureau des technologies de l'énergie solaire du ministère américain de l'énergie et finance des projets de recherche, de développement, de démonstration et de déploiement. Il s'agit d'une collaboration entre des entreprises privées, des universités, des gouvernements d'État et locaux, et des organisations à but non lucratif, ainsi que des laboratoires nationaux. Le programme a débuté en 2011 avec l'objectif initial de rendre l'énergie solaire compétitive par rapport aux formes traditionnelles d'électricité d'ici 2020. En 2016, le programme a réalisé 70 % des progrès vers l'objectif de 2020.
Dans le budget du Congrès pour l'exercice 2012, le programme a été doté de 457 millions de dollars. Selon la demande de crédits du ministère américain de l'Énergie pour cette année-là, « le programme encourage également l'intégration des systèmes en développant des approches radicalement nouvelles pour réduire le coût et améliorer la fiabilité et la fonctionnalité de l'électronique de puissance et en soutenant le développement de l'industrie par le biais de normes de test et d'évaluation, et d'outils permettant de comprendre les problèmes d'intégration au réseau ».
SolarCity a participé à une collaboration avec le programme aux côtés du National Renewable Energy Laboratory du département de l'énergie et de Hawaiian Electric Industries. Grâce aux fonds du gouvernement et des contribuables, SolarCity a aidé 2 500 clients résidentiels hawaïens à connecter leurs systèmes d'énergie solaire au réseau avant la fin décembre 2015.